# Weerapel Kottu
Weerapel Kottu – tajski zapaśnik walczący w stylu wolnym.
Mistrz Azji Południowo-Wschodniej w 1999 roku.